# Sam Welsford
Sam Welsford (City of Subiaco, 19 januari 1996) is een Australisch wielrenner. Hij is zowel in het wegwielrennen als het baanwielrennen competitief. Anno 2024 rijdt hij voor BORA-hansgrohe

## Biografie
In de jeugdreeksen stond Welsford bekend als een getalenteerd baanwielrenner. Zo maakte hij zowel in 2013 als 2014 deel uit van de Australische ploeg die goud won op het wereldkampioenschap ploegenachtervolging bij de junioren. Bij de eliterenners won hij zowel in 2016, 2017 als in 2019 de wereldtitel op de ploegenachtervolging ploegenachtervolging. In 2019 won hij enkele uren later ook het goud in de scratch. 
Hij vertegenwoordigde zijn land reeds driemaal op de Olympische Spelen. De eerste keer in 2016. Samen met Alexander Edmondson, Jack Bobridge en Michael Hepburn vormde hij het Australische viertal voor de ploegenachtervolging. Ze bereikten in dit toernooi de finale, waarin Groot-Brittannië te sterk bleek. Tijdens Tokyo 2020 nam Welsford deel aan twee onderdelen. Aan de zijde van Kelland O'Brien, Leigh Howard en Luke Plapp werd hij derde in de ploegenachtervolging. Individueel eindigde hij als 11e in het omnium. Bij de volgende Olympische Spelen in 2024 die plaatsvonden in Parijs won hij goud op de ploegenachtervolging. Deze reed hij samen met Oliver Bleddyn, Conor Leahy en Kelland O'Brien.
Sinds 2022 is hij actief als wegwielrenner voor Team DSM.

## Palmares

### Wegwielrennen

#### Overwinningen
2022 - 1 zege
5e etappe Ronde van Turkije
2023 - 4 zeges
6e en 7e etappe Ronde van San Juan
Grand Prix Criquielion
4e etappe Renewi Tour
2024 - 4 zeges
1e, 3e en 4e etappe Tour Down Under
Puntenklassement Tour Down Under
1e etappe Ronde van Hongarije
2025 - 2 zeges
1e, 2e en 6e etappe Tour Down Under
Puntenklassement Tour Down Under

#### Resultaten in voornaamste wedstrijden
| Jaar | Ronde van Italië | Ronde van Frankrijk | Ronde van Spanje |
| ---- | ---------------- | ------------------- | ---------------- |
| 2022 |                  |                     |                  |
| 2023 |                  | 144e                |                  |
| 2024 |                  |                     |                  |

| Jaar | Parijs-Roubaix | Scheldeprijs | Classic Brugge-De Panne | Eschborn-Frankfurt |
| ---- | -------------- | ------------ | ----------------------- | ------------------ |
| 2022 |                | ↑            | 35e                     |                    |
| 2023 | 132e           | ↑            | 18e                     |                    |
| 2024 | 83e            | 7e           | 26e                     |                    |
| 2025 |                | 127e         | 10e                     | opgave             |

#### Resultaten in kleinere rondes
| Jaar | Tour Down Under | UAE Tour | Ronde van Polen | Renewi Tour | Ronde van Guangxi |
| ---- | --------------- | -------- | --------------- | ----------- | ----------------- |
| 2018 | 124e            |          |                 |             |                   |
| 2019 |                 |          |                 |             |                   |
| 2020 | 116e            |          |                 |             |                   |
| 2021 |                 |          |                 |             |                   |
| 2022 |                 |          | 116e            |             |                   |
| 2023 |                 | 115e     |                 | 94e (1)     | opgave            |
| 2024 | 99e (3)         | 82e      |                 | opgave      |                   |
| 2025 | 114 (3)         | 99e      |                 |             |                   |

### Baanwielrennen
| Jaar     | NK                                                          | OK                                          | WK                                | OS                   | WB | Overig |
| Junioren | Junioren                                                    | Junioren                                    | Junioren                          | Junioren             | Junioren | Junioren |
| -------- | ----------------------------------------------------------- | ------------------------------------------- | --------------------------------- | -------------------- | --- | --- |
| 2013     | omnium                                                      |                                             | ploegenachtervolging · ploegkoers |                      | | |
| 2014     | ploegenachtervolging · ploegkoers · achtervolging · scratch |                                             | ploegenachtervolging · omnium     |                      | | |
| Elite    |                                                             |                                             |                                   |                      | | |
| 2014     |                                                             | ploegenachtervolging · ploegkoers           |                                   |                      | Guadalajara: · ploegenachtervolging                                                                                                 | |
| 2015     | omnium · puntenkoers · scratch                              | omnium · ploegkoers · scratch               |                                   |                      | | |
| 2016     | achtervolging                                               | ploegenachtervolging · puntenkoers · omnium | ploegenachtervolging              | ploegenachtervolging | Hong Kong: · ploegenachtervolging                                                                                                   | |
| 2017     | omnium · ploegenachtervolging · ploegkoers · scratch        | puntenkoers                                 | ploegenachtervolging              |                      | Cali: · omnium | Japan Track Cup #1: ploegkoers Japan Track Cup #2: omnium & ploegkoers                                              |
| 2018     | achtervolging · omnium · ploegsprint                        | omnium · scratch                            |                                   |                      | Berlijn: · omnium · ploegenachtervolging                                                                                            | Gemenebestspelen: ploegkoers & scratch Japan Track Cup #2: omnium & ploegkoers China Track Cup: omnium & ploegkoers |
| 2019     | ploegkoers · ploegenachtervolging                           | omnium · ploegkoers                         | ploegenachtervolging · scratch    |                      | Hong Kong: · ploegkoers · Glasgow: · ploegkoers · Cambridge: · ploegenachtervolging · Brisbane: · ploegenachtervolging · ploegkoers | Dublin International: scratch                                                                                       |
| 2020     |                                                             |                                             |                                   |                      | | |
| 2021     | ploegkoers                                                  |                                             |                                   | ploegenachtervolging | | |
| 2022     |                                                             |                                             |                                   |                      | | |
| 2023     |                                                             |                                             |                                   |                      | | |
| 2024     |                                                             |                                             |                                   | ploegenachtervolging | | |

## Ploegen
- 2022 –  Team DSM
- 2023 –  Team DSM
- 2024 –  BORA-hansgrohe
- 2025 –  Red Bull-BORA-hansgrohe

1908: Jones, Kingsbury, Meredith, Payne ·
1920: Magnani, Carli, Ferrario, Giorgetti ·
1924: De Martini, Dinale, Menegazzi, Zucchetti ·
1928: Facciani, Gaioni, Lusiani, Tasselli ·
1932: Pedretti, Borsari, Cimatti, Ghilardi ·
1936: Nizerhy, Charpentier, Goujon, Lapébie ·
1948: Decanali, Adam, Blusson, Coste ·
1952: Morettini, Campana, de Rossi, Messina ·
1956: Gasparella, Domenicali, Faggin, Gandini ·
1960: Vigna, Arienti, Testa, Vallotto ·
1964: Streng, Claesges, Henrichs, Link ·
1968: Lyngemark, Olsen, Asmussen, Jensen ·
1972: Schumacher, Colombo, Haritz, Hempel ·
1976: Vonhof, Braun, Lutz, Schumacher ·
1980: Manakov, Movtsjan, Ossokin, Petrakov ·
1984: Grenda, Turtur, Nichols, Woods ·
1988: Jekimov, Kasputis, Neljoebin, Oemaras ·
1992: Fulst, Glöckner, Lehmann, Steinweg ·
1996: Capelle, Ermenault, Monin, Moreau ·
2000: Fulst, Bartko, Becke, Lehmann ·
2004: Brown, McGee, Lancaster, Roberts ·
2008: Clancy, Manning, Thomas, Wiggins · 
2012: Burke, Clancy, Kennaugh, Thomas · 
2016: Burke, Clancy, Doull, Wiggins · 
2020: Consonni, Ganna, Lamon, Milan · 
2024:  Bleddyn, Welsford, Leahy, O'Brien
Arensman · Arndt · Bardet · Bittner (vanaf 1/8) · Bol · Brenner · Combaud · Dainese · Degenkolb · Denz · Donovan · Eekhoff · Hamilton · Heinschke · Hvideberg · A. Kragh Andersen · S. Kragh Andersen · Leknessund · Markl · Mayrhofer · Naberman · Nieuwenhuis · Pedersen · Rodenberg · Stork · Tusveld · van Uden (vanaf 1/8) · Vandenabeele · Vermaerke · Welsford
Andresen · Bardet · Bevin · Bittner · Brenner · Combaud · Dainese · Degenkolb · Dinham · Edmondson · Eekhoff · Hamilton · Heinschke · Hvideberg · Leknessund · Markl · Mayrhofer · Milesi · Naberman · Onley · Poole · Rodenberg · Stork · Tusveld · van Uden · Vandenabeele · Vanhoucke (tot 14/8) · Vermaerke · Welsford
Adrià · Aleotti · Benedetti (tot 18/8) · Buchmann · Denz · Gamper · Hajek · Haller · Herzog · Higuita · Hindley · Jungels · Kämna · Koch · Lipowitz · Lührs · Maciejuk · Martínez · Meeus · Mullen · Palzer · Roglič · Schachmann · Sobrero · van Poppel · Vlasov · Wandahl · Welsford · Zwiehoff